# Discalma puerilis
Discalma puerilis är en fjärilsart som beskrevs av Louis Beethoven Prout 1916. Discalma puerilis ingår i släktet Discalma och familjen mätare. Inga underarter finns listade i Catalogue of Life.